# 安哈特-采爾布斯特的伊莉莎白
安哈特（-采爾布斯特）的伊莉莎白（德語：Elisabeth von Anhalt，1563年9月15日—1607年11月8日），布蘭登堡選侯夫人，安哈特親王約阿希姆·恩斯特的女兒。

## 家庭
1577年，伊莉莎白與布蘭登堡選侯約翰·格奧爾格結婚，兩人共有7子4女：
1. 克里斯蒂安（1581年—1655年）
2. 瑪格達列娜（1582年—1616年）
3. 約阿希姆·恩斯特（1583年—1625年）
4. 阿格尼絲（1584年—1629年）
5. 腓特烈（英语：Frederick IX, Margrave of Brandenburg）
6. 伊莉莎白·索菲（1589年—1629年）
7. 多蘿西亞·希比爾（德语：Dorothea Sibylle von Brandenburg）（1590年—1625年）
8. 格奧爾格·阿爾布雷希特（英语：George Albert II, Margrave of Brandenburg）（1591年—1615年）
9. 西吉斯蒙德（1592年—1640年）
10. 約翰（1597年—1627年）
11. 約翰·格奧爾格（1598年—1637年）